# Детерминация
Детерминация (лат. determinatio — предел, заключение, определение) в широком смысле — определение перспективы объекта исходя из данных о его представлении, комплектации, параметров и составляющих, присущих той или иной категории или образцу.
Термин довольно сложный, если попытаться примитивно и вкратце его объяснить, то получится что-то вроде:
```
Если 
нечто
 выглядит как утка, плавает как утка и крякает как утка — то по принципу детерминации — это и есть утка.
```

Так, в естественнонаучном обиходе говорят о детерминации вещества или процесса; в филологии — о детерминации той или иной языковой единицы, лексемы, фонемы; в истории — о детерминации места, процесса или явления, закономерности и так далее.
В языковой традиции (профессиональной, корпоративной, различных дисциплин) детерминация фиксируется номинацией в виде термина.
В естественных науках, таких как физика и математика, детерминация — это наука о взаимосвязи, взаимозависимости каких-либо одних происходящих событий, по отношению к каким-либо другим из них. Принцип детерминации был сформулирован учёными науки в средние века и он гласит: «Ничто не происходит из ничего и ничто не превращается в ничто».

## Биология
В биологии детерминация (коммитирование) — это процесс определения дальнейшего пути развития клеток.
В эмбриологии — возникновение качественного своеобразия частей организма на ранних стадиях его развития и определяющее путь дальнейшего развития частей зародыша.